# Biłgoraj
Pour les articles homonymes, voir Biłgoraj (homonymie).
Biłgoraj (prononcé [bʲiwˈgɔraj]) est une ville du powiat de Biłgoraj de la voïvodie de Lublin, dans le sud-est de la Pologne.
Elle constitue une gmina urbaine et le siège administratif (chef-lieu) de la Gmina de Biłgoraj, bien que ne faisant pas partie du territoire de la gmina.
Biłgoraj se situe à environ 103 kilomètres au sud de Lublin (capitale de la voïvodie).
Sa population s'élevait à 27 220 habitants en 2013.

## Géographie
Biłgoraj se trouve aux confins du plateau de Lublin et du Roztocze, en bordure de la rivière Łada, au milieu de Puszcza Solska.

## Histoire
Biłgoraj a été fondée en 1578 avec le statut de ville.
De 1975 à 1998, la ville est attachée administrativement à la voïvodie de Zamość.

Depuis 1999, elle fait partie de la voïvodie de Lublin.

## Personnalités
- Antoni Czerwiński (1881-1938), prêtre victime des purges staliniennes
- Israel Joshua Singer (1893-1944), écrivain yiddish
- Stefan Knapp, peintre
- Janusz Palikot, membre du  parlement
- Roman Tokarczyk, avocat, philosophe
- Kazimierz Węgrzyn, joueur de football international
- Mordechai Rokeach, connu en tant que Mordechai de Bilgoray, Rav de Biłgoraj avant la Seconde Guerre mondiale
- Justyna Bąk, championne du monde du 3000 mètres steeplechase

## Relations internationales

### Jumelages
- Bílina (Tchéquie)
- Crailsheim (Allemagne)
- Kelmė (Lituanie)
- Krugłoje (Biélorussie)
- Novovolynsk (Ukraine)
- Stropkov (Slovaquie)